# Liolaemus cinereus
Espèce
Statut de conservation UICN

 DD  : Données insuffisantes
Liolaemus cinereus est une espèce de sauriens de la famille des Liolaemidae.

## Répartition
Cette espèce est endémique du parc national San Guillermo dans la province de San Juan en Argentine. La végétation est composée principalement de Larrea divaricata, Prosopis alpataco et Bulnesia retama.

## Étymologie
Son nom d'espèce, du latin cinereus, « cendré », lui a été donné en référence à sa couleur.

## Publication originale
- Monguillot, Cabrera, Acosta & Villavicencio, 2006 : A new species of Liolaemus (Reptilia: Iguanidae) from San Guillermo National Park, western Argentina. Zootaxa, no 1361, p. 33-43.